# マクロシン-O-メチルトランスフェラーゼ
マクロシン-O-メチルトランスフェラーゼ(Macrocin O-methyltransferase、EC 2.1.1.101)は、以下の化学反応を触媒する酵素である。
S-アデノシル-L-メチオニン + マクロシン{\displaystyle \rightleftharpoons }S-アデノシル-L-ホモシステイン + チロシン
従って、この酵素の2つの基質はS-アデノシル-L-メチオニンとマクロシン、2つの生成物はS-アデノシル-L-ホモシステインとチロシンである。
この酵素は、転移酵素、特に1炭素基を転移させるメチルトランスフェラーゼのファミリーに属する。系統名は、S-アデノシル-L-メチオニン:マクロシン 3'''-O-メチルトランスフェラーゼである。その他よく用いられる名前に、macrocin methyltransferase、S-adenosyl-L-methionine-macrocin O-methyltransferase等がある。